# Rata Blanca VII
VII es el quinto álbum de estudio de Rata Blanca, editado en 1997 por BMG. Grabado en los Estudios El Pie, Buenos Aires, entre el 10 de abril y el 30 de mayo de 1997, es el último disco de la banda antes de su separación, y contó con Gabriel Marián en las voces. 
Es un disco muy distinto al resto de la discografía, y muy influenciado por el metal moderno de la época. Para esta producción Walter Giardino retomó la composición, los demás integrantes participaron de manera muy limitada. El arte de tapa, creado por la artista plástica Renata Schussheim, presenta una rata blanca en forma de luna, y una estética muy diferente a las acostumbradas. 
Originalmente, Walter Giardino iba a titular al disco Metamorfosis, en referencia al álbum de Ozzy Osbourne, lanzado en 1995, Ozzmosis (álbum del cual Rata Blanca VII toma una gran referencia musical). Al enterarse Sergio Berdichevsky de tal nombre, le dijo que no ya que iba a ser muy evidente la referencia al disco de Ozzy. Por ese motivo decidió llamarlo simplemente Rata Blanca VII.
El tema "Madame X" era presentado como "Heroína homicida" en algunos conciertos, y tenía diferente letra escrita por el anterior vocalista, Mario Ian. 
Luego de la salida de este, Walter Giardino reescribió las letras, e hizo unos arreglos musicales para incluirlo en VII. 
Del mismo modo, el tema "Ella" también contaba con otra letra, pero Giardino decidió adaptarla por inconformidad de Javier Retamozo, compositor de la música.

## Lista de canciones
1. Madame X (W. Giardino) - 5:21
2. Rey de la revolución (Jesús en el barrio) (W. Giardino) - 4:51
3. Pastel de rocas (W. Giardino) - 4:44
4. La historia de un muchacho (W. Giardino) - 3:55
5. La canción del sol (W. Giardino) - 4:20
6. Héroes (W. Giardino) - 3:45
7. Vuelo nocturno (W. Giardino) - 4:34
8. La caja (W. Giardino, G. Rowek, G. Sánchez, S. Berdichevsky) - 5:00
9. Ella (W. Giardino, J. Retamozo) - 4:10
10. Mr. Cósmico (W. Giardino) - 7:10
11. Vieja Lucy (W. Giardino, G. Rowek) - 5:17
12. Viejo amigo (W. Giardino) - 2:57
13. Anarquía (W. Giardino, G. Rowek, G. Sánchez, S. Berdichevsky, J. Retamozo) - 4:24
14. Líbranos del mal - Instrumental - (W. Giardino) - 2:33

## Personal

### Músicos
- Guitarra líder y producción: Walter Giardino
- Guitarra rítmica: Sergio Berdichevsky
- Batería y coproducción: Gustavo Rowek
- Bajo: Guillermo Sánchez †
- Voz: Gabriel Marián
- Teclados: Javier Retamozo

### Técnicos
- Dirección artística: Afo Verde
- Grabación: Christian Algarañaz
- Mezcla: Michael Tacci
- Masterización: Bernie Grundman